# Intermezzo (musikalbum)
Intermezzo är ett självbetitlat musikalbum från den svenska musikgruppen Intermezzo från 1979.

## Låtlista
| 1.           | Vårt land, vår mark     | 3:10  |
| 2.           | De' e' vi som bestämmer | 4:14  |
| 3.           | Stureplan               | 5:44  |
| 4.           | Tro på dej              | 3:04  |
| 5.           | Jag har inte allt       | 3:40  |
| Total längd: | Total längd:            | 19:52 |

| 1.           | Kom och ta mej                               | 3:25  |
| 2.           | Synd och skam                                | 4:05  |
| 3.           | Flykten                                      | 3:57  |
| 4.           | Kul om du försökte                           | 2:58  |
| 5.           | Det tar sin tid (körsång av Sussi Adolfsson) | 5:25  |
| Total längd: | Total längd:                                 | 19:50 |

## Listplaceringar
| Lista (1980) | Topplacering |
| ------------ | ------------ |
| Sverige      | 28           |